# تاسواره

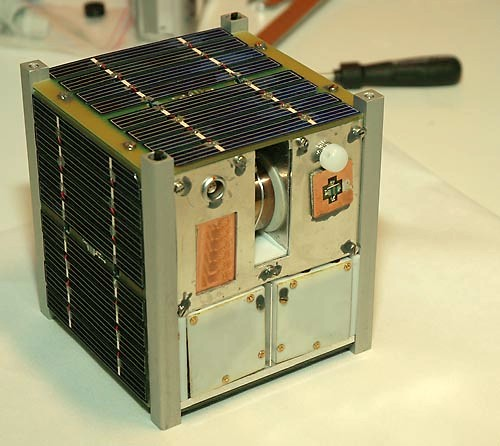
تصویری از Ncube-2 که یک تاسوارهٔ نروژی است.

تاسواره یا کیوب‌ست (به انگلیسی: CubeSat) به نوعی از ماهواره‌های کوچک گفته می‌شود که به‌صورت ماهواره‌ای متشکل از واحدهای مکعب‌شکل در ابعاد ۱۰×۱۰×۱۰ سانتی‌متر و وزنی در حدود ۱۳۰۰ گرم تعریف شده‌اند. به بیان دیگر، تاسواره‌ها ماهواره‌هایی هستند متشکل از واحدهای ساختاری مکعبی (Uها) که بتوان آن‌ها را درون یک خشاب با قابلیت یکپارچه‌سازی با سامانهٔ پرتابگر جانمایی کرد و به آسانی در مدار قرار داد. با تقسیم‌بندی انجام گرفته بر اساس وزن، تاسواره‌ها بسته به این که از چند واحد تشکیل شده باشند جزء پیکو ماهواره‌ها یا نانو ماهواره‌ها قرار می‌گیرند.
تاسواره‌ها معمولاً با ابزاری در ایستگاه فضایی بین‌المللی در مدار قرار داده می‌شوند یا به صورت محموله ثانویه در کنار محموله اصلی در پرتاب ماهواره‌های بزرگ‌تر در مدار قرار می‌گیرند. در دههٔ اخیر، تاسواره‌ها زمینه‌ساز پیشرفت‌های مهمی در زمینه علوم مختلف مانند فیزیک فضایی و خورشیدی، شاخه‌های زمین‌شناسی و سنجش از دور و زیست‌شناسی بوده‌اند.
از تاسواره‌ها برای آزمایش‌های کوچکی مانند تصویر برداری از زمین، تست رادیوهای آماتور، راه‌اندازی و آزمایش فناوری‌های کوچک فضایی، طیف‌سنجی امواج صوتی و… در خارج از جو زمین استفاده می شود.  همچنین برای کاهش هزینه آزمایش‌های علمی که برای اثبات یک نظریه باید در فضا انجام شود نیز کاربرد فراوانی دارند، زیرا هزینه کم آنها می تواند ریسک بالایی را توجیه کند. همچنین تست‌های مورد نیاز برای تحقیقات بیولوژیکی نیز به راحتی با این دسته از فضاپیماها قابل انجام می‌باشند.

## قابلیت‌های تاسواره‌ها
- تصویر برداری، عکس‌برداری از زمین، در فضا
- اندازه‌گیری میدان مغناطیسی زمین
- تشخیص جهت‌گیری ماهواره‌ای (حسگر افق، ژیروسکوپ، شتاب‌سنج و غیره)
- اندازه‌گیری محیط اطراف مدار (دما، فشار، تابش و غیره)
- تست قطعات سخت‌افزاری و نرم‌افزاری بر روی مدار (ریزپردازنده و غیره)
- ردیابی حیوانات مهاجر از مدار
- بررسی محیط زیست از مدار (قطع غیرقانونی درختان جنگل، حرکت کویر، پیش بینی سیل، …)
- تست روش‌های تثبیت ماهواره‌ای
- آزمایش‌های بیولوژیکی در فضا/مدار
- پخش تبلیغات رادیویی/ماهواره‌ای/…
- راه‌اندازی شبکه‌های موقتی (مثل ارتباط ماهواره‌ای ماشین‌های شرکت کننده در مسابقات رالی)
- تأمین امنیت مرزها یا شهرها
- خاک‌سپاری در فضا
- تجربه یا آموزش ساختن، پرتاب، داشتن و بهره‌برداری از ماهوارهٔ شخصی/دانشجویی[۳]

## ابعاد استاندارد تاسواره

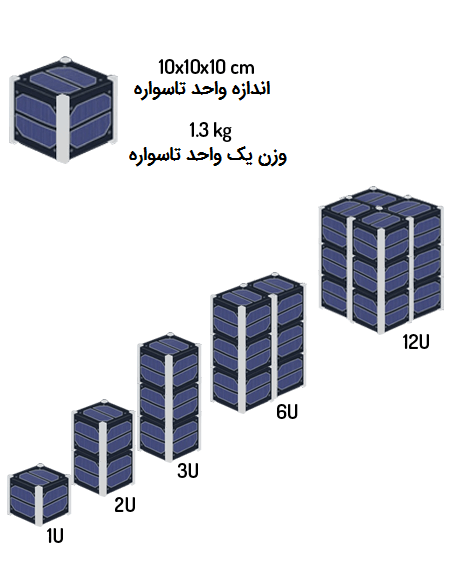
ابعاد استاندارد و متداول تاسواره‌ها

اندازه استاندارد یک تاسواره با U1 که مخفف one unit می‌باشد تعریف می‌شود، U1 با ابعاد 10*10*10 سانتی‌متری کوچک‌ترین عضو خانواده تاسواره‌ها می‌باشد و دیگر اعضای این خانواده در اندازه‌ها U1.5 ، U2 ، U3 ، U6 و U12 تعریف می‌شوند، همچنین هر واحد (U1) دارای وزن تقریبی 1.33 کیلوگرم می‌باشد.

## مطالعه بیشتر
- تاریخچه تاسواره‌ها
- معرفی تاسواره‌ها